# 로버트 쿠치올리
로버트 쿠치올리(Robert Cuccioli)는 미국의 가수, 배우이다. 뮤지컬 지킬 앤드 하이드에서 잘알려져있다. 드라마 데스크상 등을 수상하였으며 카멜롯, 레 미제라블, 스파이더맨: 턴 오프 더 다크 등에 출연하였다.